# Лауреат премии Минина и Пожарского
Почётное звание Нижегородской области «Лауреат премии Минина и Пожарского» — награда Нижегородской области.

## История звания
Почётное звание Нижегородской области «Лауреат премии Минина и Пожарского» было учреждено Законодательным собранием Нижегородской области и администрацией Нижегородской области 20 июля 1999 года.

## Основания награждения
Звание присваивается за особые заслуги в следующих сферах общественно полезной деятельности (по следующим номинациям):
- искусство;
- наука и образование;
- общественная, благотворительная и издательская деятельность, непосредственно влияющая на формирование общественного самосознания, повышение духовного и нравственного состояния общества;
- экономика и производство, социальная защита и бытовое обслуживание населения;
- государственная и муниципальная служба.

## Порядок и процедура присвоения звания
Присвоение почётного звания осуществляется Постановлением Законодательного собрания Нижегородской области по мере необходимости, но не реже одного раза в год. При этом ежегодно звание может быть присвоено не более чем двум лицам.
Присвоение осуществляется в соответствии с Законом Нижегородской области от 21 апреля 2003 года N 28-3 «О наградах и премиях Нижегородской области».
Ходатайства о присвоении звания принимаются со дня очередного вручения диплома лауреата до 1 сентября следующего за этим года.
Отсутствие заключения губернатора области в установленные сроки не является основанием для отказа в рассмотрении комиссией по представлению к почётным званиям Нижегородской области кандидатуры, представляемой к присвоению звания.
Комиссия по представлению к почётным званиям Нижегородской области после предварительного обсуждения каждой кандидатуры, представляемой к присвоению звания, по итогам открытого голосования принимает решение о представлении к присвоению звания.
Оформление документов, касающихся присвоения звания, учёт и регистрация лиц, удостоенных звания, возлагаются на организационно-аналитическое управление аппарата Законодательного собрания и сектор наград управления государственной гражданской и муниципальной службы аппарата Правительства Нижегородской области.

## Порядок награждения
Лицам, удостоенным звания, вручается диплом, памятный нагрудный знак лауреата премии Минина и Пожарского и денежная премия в размере 20 000 рублей.
Диплом подписывается губернатором и председателем Законодательного собрания. Подписи заверяются гербовыми печатями Правительства и Законодательного собрания Нижегородской области.
Вручение памятного нагрудного знака, диплома лауреата и денежной премии лицам, удостоенным звания, производится в торжественной обстановке с участием представителей средств массовой информации, инициаторов представления к званию, общественности при праздновании Дня народного единства (4 ноября).